# 7e régiment de tirailleurs marocains
Le 7e régiment de tirailleurs marocains (7e R.T.M) est un régiment d'infanterie de l'armée de terre française crée sous la Troisième République et appartenant à l'Armée d'Afrique. Ce régiment est actif de 1929 à 1957.
Le 7e R.T.M s'est notamment illustré lors de la bataille de Gembloux en mai 1940.

## Création et différentes dénominations
- 1926 : Le 67e régiment de tirailleurs marocains est créé.
- 1929 : Il prend le nom de 7e régiment de tirailleurs marocains.
- 1944 : Dissolution.
- 1948 : Recréation sous la forme d'un bataillon de marche du même régiment.
- 1950 : Dissolution.
- 1953 : Recréation du 7e régiment de tirailleurs marocains.
- 1957 : Dissolution.

## Chefs de corps
- 1937 : colonel Marcel Perrot
- 1940 : colonel Vendeur
- 1942-1943 : Marcel Carpentier

## Historique des garnisons, combats et batailles

### Seconde Guerre mondiale

#### Bataille de France
Le 7e R.T.M. participe à la Bataille de Gembloux le 15 mai 1940 puis à la défense de Lille fin mai 1940 au sein de la 1re division marocaine.

#### OpérationTorch,Campagne de Tunisie
- Elle n'est pas vérifiable et peut contenir des informations totalement erronées. Il est fortement conseillé aux contributeurs d'étayer son contenu par des sources fiables. Sans cela, sa suppression pourrait être envisagée. (si vous venez d'apposer le bandeau, veuillez cliquer sur ce lien pour créer la discussion et en afficher les indications). (Marqué depuis septembre 2021)

- Elle ne cite pas suffisamment ses sources. Vous pouvez indiquer les passages à sourcer avec {{référence nécessaire}} ou {{Référence souhaitée}}, et inclure les références utiles en les liant aux notes de bas de page. (Marqué depuis septembre 2021)

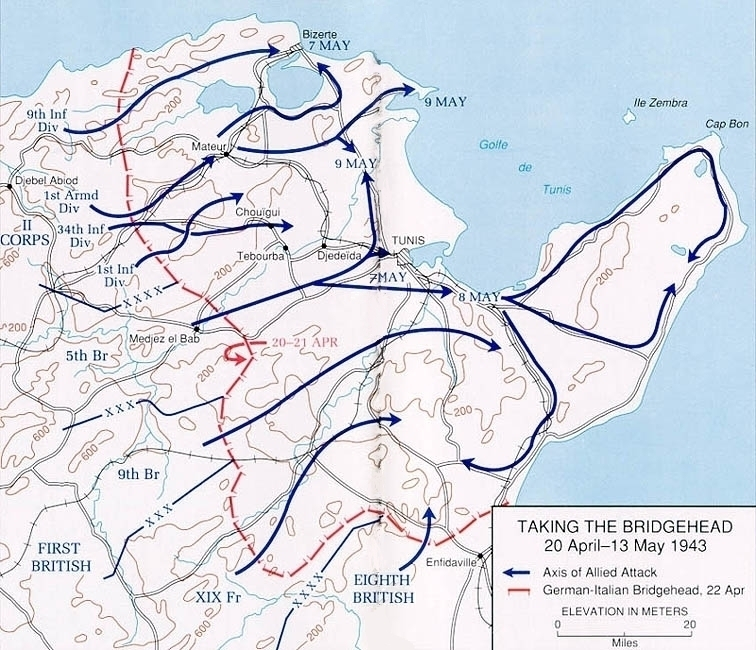
Carte des opérations entre le 20 avril et le 13 mai 1943.

Le 8 novembre 1942, quelques éléments du 7e RTM sont dépêchés sur la plage marocaine de Fédala pour s'opposer au débarquement américain de l'opération Torch.
Sur intervention d'émissaires du général Antoine Béthouart, ces unités plient bagage le jour même, laissant ainsi le champ libre à toute une division US. Aucun coup de feu n'est tiré sur cette plage.
La majeure partie de l'état-major du régiment, et des hommes, reste cependant confinée dans sa base de Meknès, dans l'attente de pouvoir se joindre aux alliés. C'est chose faite 3 jours plus tard.

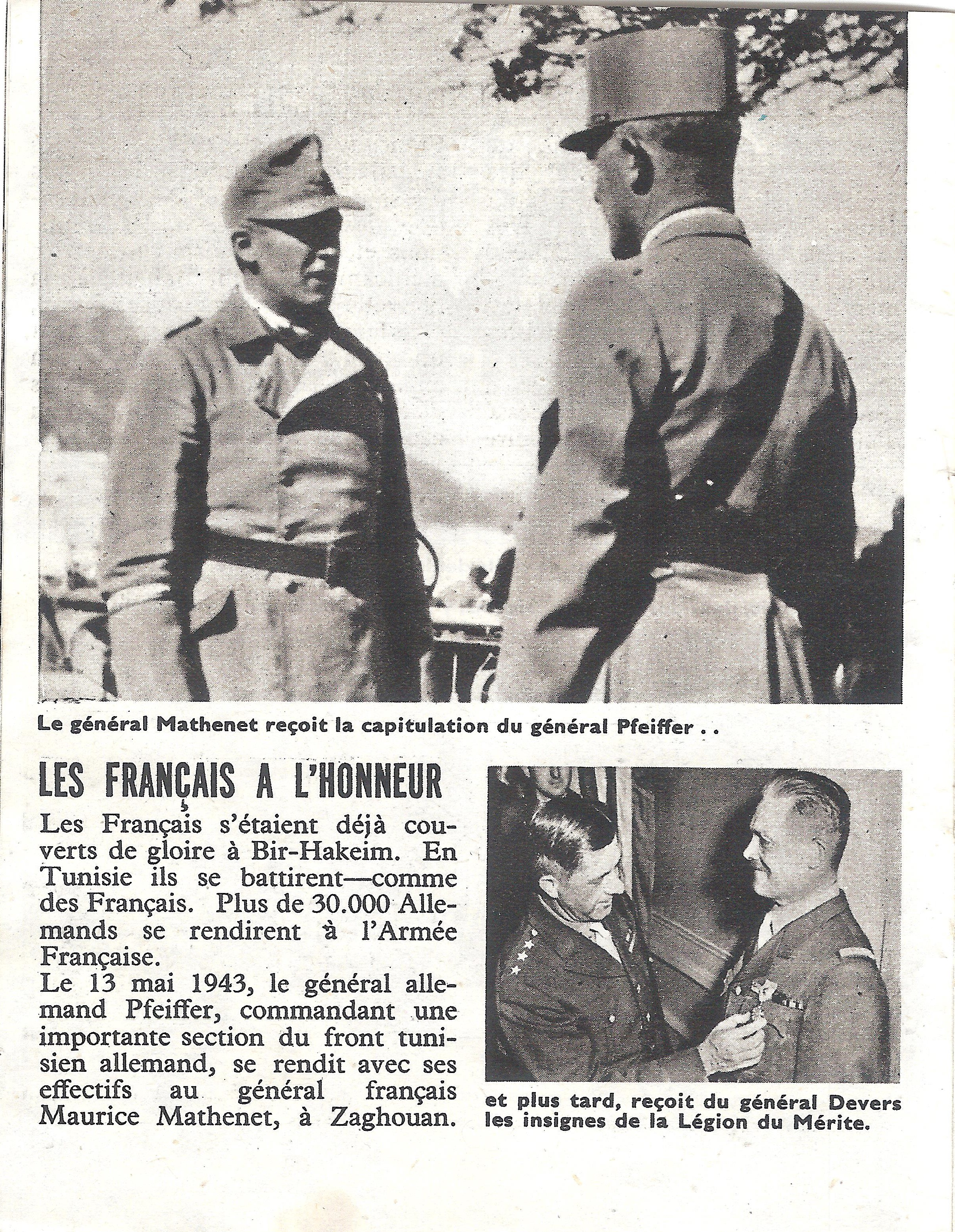
Général Maurice Mathenet recevant la capitulation du colonel Pfeiffer à Zaghouan en mai 1943.

Après avoir traversé l'Algérie en train en essuyant sans dommages quelques bombardements de l'aviation allemande, le 7e R.T.M., commandé par le colonel Carpentier, partie intégrante de la Division de marche du Maroc du général Maurice Mathenet, participe à la campagne de Tunisie (17 novembre 1942 - 13 mai 1943).
Le 12 mai 1943, lors de la bataille de Zaghouan, après plusieurs batailles victorieuses aux côtés des alliés, la très combative division de marche du Maroc obtient la reddition d’un colonel allemand - le colonel Pfeiffer, chef du Kampfgruppe de la 21e Panzerdivision - et d’un colonel d’artillerie italien - le colonel Agnelo.

## Batailles inscrites sur le drapeau
Il porte, cousues en lettres d'or dans ses plis, les inscriptions suivantes :
- Maroc 1927 – 1934
- Gembloux 1940
- Tunisie 1943

## Décorations
- La Croix de guerre 1939-1945 avec deux palmes.
- La Croix de Guerre Belge 1940-1945 avec une palme.
- La Fourragère aux couleurs du ruban de la Croix de guerre 1939-1945.

## Traditions

### Insigne
Le régiment porte l'insigne suivante : Octogone étoile verte au chiffre « 7 » dans ciel bleu cigogne blanche noire passant au-dessus de fortifications rouges T et M sur fond vert.

### Devise
Sa devise est : « Avance ou Meurs »

## Citations
« Régiment Nord-Africain d'élite. A fait preuve des plus belles qualités d'endurance et de combativité dès les premiers engagements de mai 1940, en Belgique, sous l'ardente impulsion de son chef, le Colonel Vendeur. Ayant couvert 130 kilomètres en trois jours, a subi, dès son arrivée sur la position de Cortil-Noirmont, très sommairement organisée, le choc des divisions blindées allemandes. Malgré l'état de fatigue immense des Tirailleurs et l'absence de tout obstacle de valeur barrant la trouée de Gembloux, le 1er Bataillon à Ernage, les 2e et 3e Bataillons à Cortil-Noirmont, ont réussi, le 14, 15 et 16 mai 1940, à arrêter les attaques des forces adverses, leur infligeant des pertes très dures en hommes et matériel. Maintenu en arrière-garde après le repli général ordonné le 15 mai, s'est énergiquement dégagé dans la matinée du 16, du centre de résistance de Cortil-Noirmont, pour porter à Tilly un vigoureux coup d'arrêt à l'ennemi, refoulant son infanterie sur plusieurs kilomètres par une contre-attaque brutale à la baïonnette. »
— Citation à l'ordre de l'armée française décernée au 7e RTM après la Bataille de Gembloux (1940)
« Régiment d'élite qui, fidèle à ces traditions légendaires, a donné toute sa mesure de bravoure et d'esprit de sacrifice au cours des opérations de mai 1940 en Belgique. Engagé en hâte dans la bataille de Gembloux avec la 1re Division Marocaine, après avoir couvert 130 kilomètres en trois jours, a, dès son arrivée sur la position, subi le choc des formations blindées allemandes. A Cortil-Noirmont et à Ernage, les 14 et 15 mai, a réussi, au prix de lourds sacrifices, à arrêter les attaques répétées des forces adverses. Maintenu en arrière-garde après le repli général ordonné le 15 mai, le Régiment s'est énergiquement dégagé le 16 mai du centre de résistance de Cortil-Noirmont et a mené à Tilly une brillante contre-attaque à la baïonnette, refoulant l'ennemi de plusieurs kilomètres. »
— Citation à l'ordre de l'armée belge décernée au 7e RTM après la Bataille de Gembloux (1940)

## Personnalités ayant servi au régiment
- Joseph Putz (1895-1945), résistant français, Compagnon de la Libération.
- Georges Delrieu (1919-1944), résistant français, Compagnon de la Libération.
- Jean Callies (1914-1957), général d'armée français dont la 173e promotion de l'École spéciale militaire de Saint-Cyr porte le nom